# Klokočov (Žilina)
Klokočov é um município da Eslováquia, situado no distrito de Čadca, na região de Žilina. Tem 51,17 km² de área e sua população em 2018 foi estimada em 2.306 habitantes.

## Demografia
| Ano:        | 1994 | 2004   | 2014    | 2024   |
| ----------- | ---- | ------ | ------- | ------ |
| Broj ljudi: | 2900 | 2631   | 2325    | 2202   |
| Razlika:    |      | -9,27% | -11,63% | -5,29% |

| Ano:               | 2023 | 2024   |
| ------------------ | ---- | ------ |
| Número de pessoas: | 2209 | 2202   |
| Diferença:         |      | -0,31% |